# Hippolyte Jouvin
Pour les articles homonymes, voir Hippolyte.
Hippolyte Jouvin, né le 7 décembre 1825 à Clinchamp et mort le 3 août 1889 à Paris 6e, est un photographe français.

## Biographie
Jouvin fut un pionnier de la photographie des rues de Paris, produisant des vues stéréoscopiques. Il photographia également Rouen dans les années 1860 et la Commune de Paris.
Jouvin est présent dans les collections du musée d'Orsay et de la Bibliothèque nationale de France.